# IC 3395
IC 3395 је спирална галаксија у сазвјежђу Береникина коса која се налази на листи објеката дубоког неба у Индекс каталогу.
Деклинација објекта је + 25° 2' 6" а ректасцензија 12h 28m 44,6s. Привидна величина (магнитуда) објекта IC 3395 износи 15,4 а фотографска магнитуда 16,2.